# Gustavo Rearte
Gustavo Rearte, né le 25 juillet 1931 à Buenos Aires et mort le 1er juillet 1973, est un militant politique argentin, cofondateur de la Jeunesse péroniste en 1957.

## De 1955 à 1962-63
En 1955, année du coup d'État catholique-nationaliste qui déposa le général Juan Perón, Gustavo Rearte était l'un des nombreux jeunes ouvriers péronistes membres des Commandos de la Resistencia, partie intégrante du Commando Juan José Valle. Militant contre la dictature et pour le retour de Perón, il rencontra Carlos Caride (es), Jorge Rulli, Envar El Kadri, Susana Valle et Felipe Vallese, avec qui il fonda la JP.
Celle-ci participa à la Résistance péroniste qui s'opposait ouvertement à la junte, qui rend le pouvoir aux civils en 1958, tout en maintenant l'interdiction du péronisme: le radical Arturo Frondizi est élu président avec l'apport des voix péronistes. L'armée continue toutefois à tirer les rênes, tandis que la Révolution cubaine (1959) change la donne en Amérique latine.
Après avoir participé au mouvement ouvrier et syndical, Rearte et d'autres décidèrent que le temps était venu de passer à la lutte armée, considérant que les manifestations de masse et l'action syndicale restaient inefficaces dans le contexte autoritaire de l'époque. Ils organisèrent ainsi, en 1960, la première action de lutte armée du mouvement péroniste, revendiquée au nom de l'Ejército Peronista de Liberación Nacional (EPLN), contre des gardes de l'aviation argentine à Ciudad Evita (es). Celle-ci leur permit de s'emparer d'armes et d'uniformes .
La JP envoya ensuite Rearte à Montevideo afin d'établir des contacts avec les exilés péronistes. Il y rencontra John William Cooke, le dirigeant du Comando Táctico de la Résistance péroniste. À son retour à Buenos Aires, en 1961, il est blessé lors d'une fusillade avec la police, arrêté puis incarcéré.
Après les élections législatives de 1962, remportées par les péronistes, Frondizi tente d'annuler celles-ci... trop tard au goût de l'armée, qui le remplace dix jours après les élections par José María Guido. De nouvelles élections sont organisées en juillet 1963, remportées par Arturo Illia, candidat de l'URCP, une dissidence de l'Union civique radicale (UCR), davantage proche du péronisme que Frondizi. Dès son arrivée au pouvoir, celui-ci amnistie l'ensemble des prisonniers politiques, dont les fondateurs de la JP, Gustavo Rearte, Rulli, Spina et El Kadri. Ceux-ci se consacrèrent alors la réorganisation du groupe décimé par le plan de contre-insurrection CONINTES de Frondizi.

## L'éclosion de la « Tendance révolutionnaire » du péronisme
Rearte fonde alors, en 1964, le Movimiento Revolucionario Peronista (MRP). Composé d'un nombre important de syndicalistes, le MRP s'opposait au vandorismo, ce courant syndical prônant un « péronisme sans Perón » et collaborant avec le régime. Il maintient quelques liens avec le Mouvement révolutionnaire nationaliste tacuara de José Luis Nell et José Joe Baxter.
Rearte voyagea ensuite à Madrid pour y rencontrer le général Perón. À son retour, il crée, avec l'aval du général, la Juventud Peronista Revolucionaria (JPR) . Le général leur envoya une carte en octobre 1965, qui déclarait, entre autres, l'impossibilité de « la coexistence pacifique entre les classes opprimées et les classes opprimantes. Nous nous sommes donnés, ajoutait-il, la tâche fondamentale de triompher sur les exploiteurs, même s'ils sont infiltrés dans notre propre mouvement politique. » Le MRP fut aussi un acteur central du rassemblement politico-syndical De Pie Junto à Perón (« Debout avec Perón ») à Tucumán, au cours duquel une partie importante du mouvement ouvrier rejoignit la résistance ouverte contre le régime, rivalisant avec la tendance participationniste d'Augusto Vandor .
Après le coup d'État de 1966, dénommé Revolución Argentina, qui porta le général Juan Carlos Onganía au pouvoir, tous les partis politiques sont interdits et les élections suspendues sine die. Gustavo Rearte, Sabino Navarro (es), Jorge Di Pasquale, Miguel Lizazo, John William Cooke, le maire Bernardo Alberte, et d'autres, participent en août 1968 au congrès clandestin créateur de la « Tendance révolutionnaire du péronisme », surnommée par la suite Tendencia et proche des Jeunesses péronistes. Celle-ci décida de passer à l'affrontement frontal contre la dictature d'Onganía et de soutenir toute action contre cette dernière: l'ère de l'organisation politico-militaire et de la « guerre révolutionnaire » était venue pour l'Argentine, un an après l'échec retentissant du Che en Bolivie.
Rearte meurt finalement le 1er juillet 1973, un an jour pour jour avant le général Perón et quelques semaines après son retour définitif en Argentine, marqué par le massacre d'Ezeiza.